# Hawa Abdi
Hawa Abdi (somali: Xaawo Cabdi)  (Mogadiscio, 17 de maig de 1947 - Mogadiscio, 5 d'agost de 2020) Hawa Abdi Dhiblawe, també coneguda com a Mama Hawa, fou una ginecòloga, advocada i defensora dels drets humans somali, fundadora i directora de la Fundació Dr. Hawa Abdi (DHAF), una organització caritativa sense ànim de lucre.

## Biografia
Abdi va néixer a Mogadiscio, a Somàlia. La seva mare va morir per una complicació ginecològica quan tenia 12 anys i, com a filla més gran, va haver d'atendre a la família.
El 1964 va obtenir una beca per seguir els estudis a la Unió de Repúbliques Socialistes Soviètiques. Va estudiar medicina i es va especialitzar en ginecologia a la Universitat de Kíiv, a Ucraïna, on es va llicenciar el 1971, esdevenint la primera dona de Somàlia amb el títol de ginecòloga. A l'any següent, va començar estudis de dret a la Universitat de Mogadiscio.

### Carrera professional
El 1973 es va casar i tingué el seu primer fill dos anys més tard. Exerceix la medicina al matí i estudia dret en el temps lliure; obté el títol l'any 1979. El 1983 inaugura l'Organització per al desenvolupament de la salut rural (RHDO) construïda en un terreny familiar a la regió de Shabeellaha Hoose, a 30 km de Moda. Comença amb una clínica d'una habitació que oferia serveis d'obstetrícia gratuïts a unes 24 dones de zones rurals per dia, i més tard es va convertir en un hospital de 400 places.
Quan comença la guerra civil a Somàlia, a principis dels anys 1990, impulsada per la seva àvia que li aconsella utilitzar les seves qualificacions per fer arribar l'assistència a les persones vulnerables, inaugura una nova clínica de 300 llits gratuïta per a tothom, amb cinc metges —entre ells dos de les seves filles— i una escola per als refugiats i els orfes.

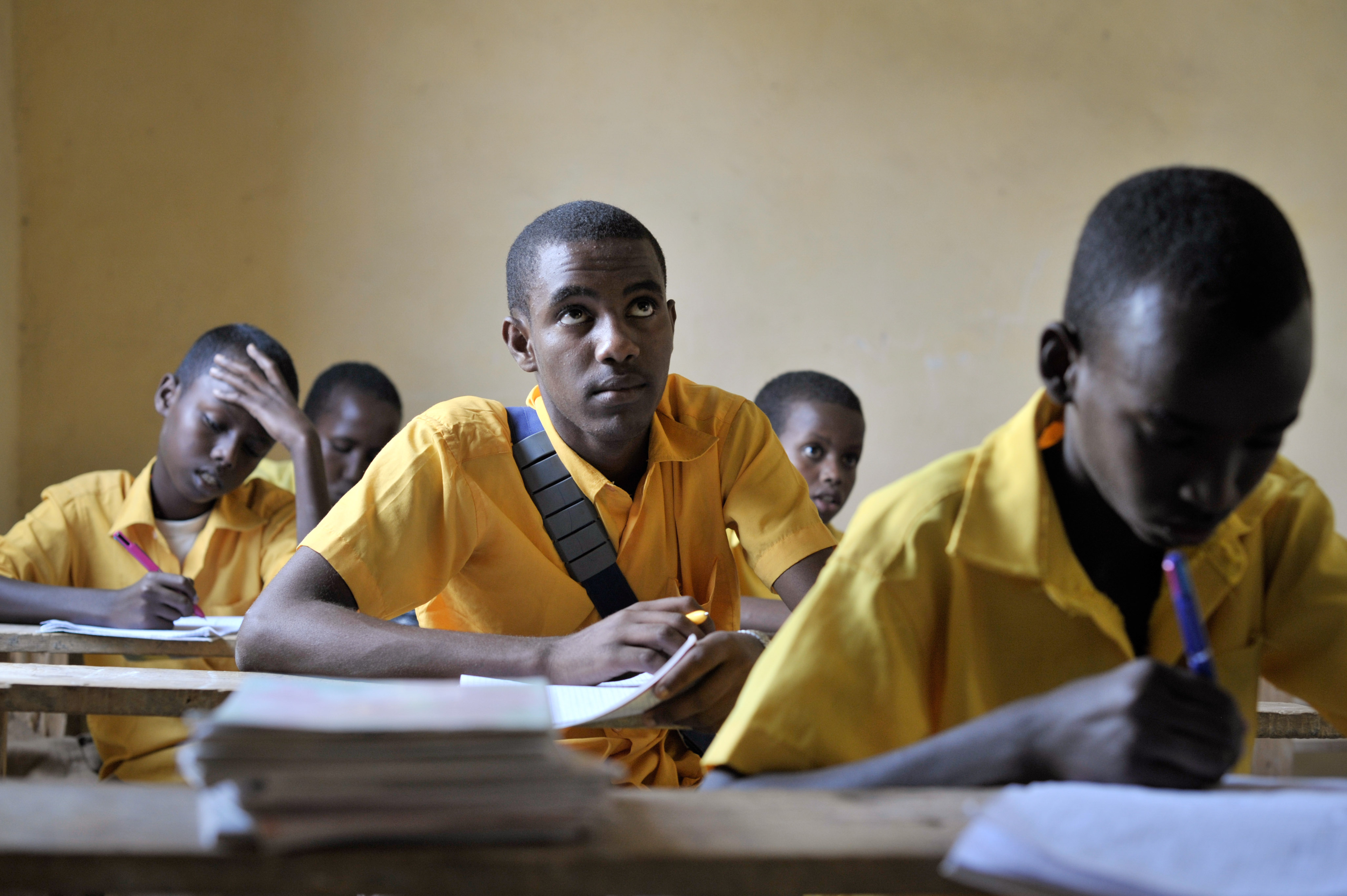
Estudiants en classe al Centre Abdi Hawa a Somàlia, el setembre de 2013

El 2007 se li canvia el nom de la RHDO per Fundació Dr. Hawa Abdi (DHAF) i s'amplia amb un campament humanitari que, durant la sequera i crisi alimentària de la Banya d'Àfrica, va albergar 90.000 persones a les 1.300 hectàrees que envolten l'hospital d'Abdi.
Dos anys abans, durant el punt més àlgid de la insurrecció islàmica d'Al-Xabab en el sud de Somàlia, els militants assetgen el complex i intenten forçar-la a que el tanqui. Els rebels abandonen després d'una setmana, gràcies a la pressió de la gent, les Nacions Unides i altres grups. Els guerrillers tornen a envair la regió el febrer 2012, destrossant el complex i aconseguint que Abdi suspengui temporalment els serveis però sense abandonar-lo, fins a la seva reculada davant la pressió de les dones del campament i expatriats somalis.

### Fundació Dr Hawa Abdi

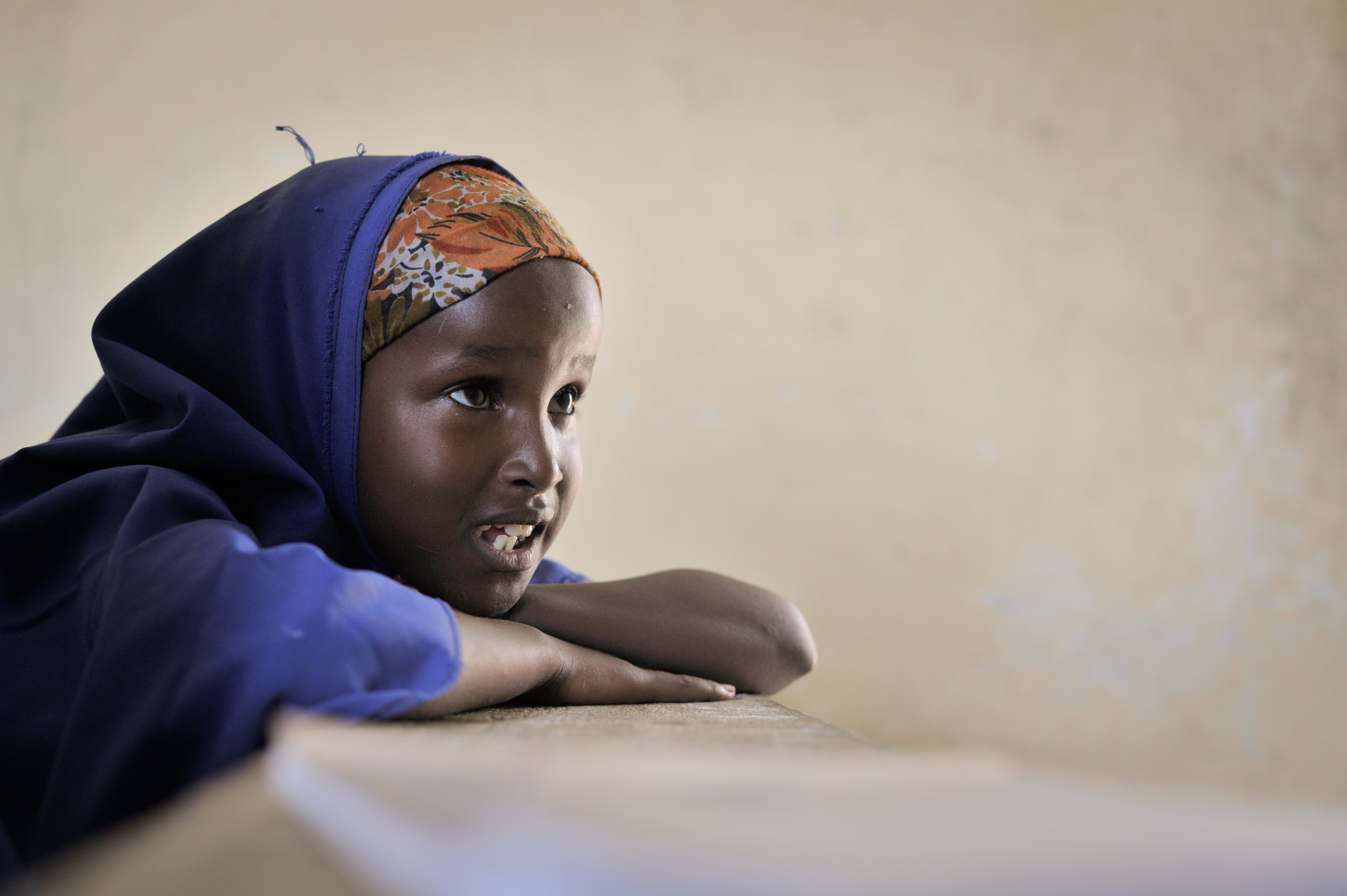
Nena somali durant un curs d'anglès al Centre Abdi Hawa de Somàlia, el setembre de 2013

Fins a la seva mort, la Fundació Dr Hawa Abdi (DHAF) estava dirigida per Abdi i les seves dues filles, Deqo i Amina Adan com a adjuntes, que segueixen els passos de la seva mare com a especialistes en obstetrícia i ginecologia. El complex està format per un hospital, una escola i un centre nutricional, i proporciona refugi, aigua i cures mèdiques a dones i nens. Encara que els serveis s'ofereixen gratuïtament, Abdi gestionava diversos projectes de pesca i d'agricultura per inculcar l'autosuficiència en l'alimentació. L'hospital té una petita parcel·la de terreny, on es conreen verdures que després són en part venudes per ajudar a cobrir les despeses de manteniment.
La col·lecta de fons per permetre l'equipament del complex i l'aprovisionament de subministraments mèdics està assegurada essencialment per les ajudes dels expatriats somalis i, des de l'any 2011, l'organització rep el suport de la Fundació Women in the World.

## Premi i distincions
- 2007. Va ser nomenada «Personalitat de l'Any» per Hiiraan Online.[9]
- 2010. La revista Glamur la va nomenar a ella i les seves dues filles «Dones de l'any 2010».[10]
- 2012. Va ser nominada per al Premi Nobel de la Pau[11] i va rebre el Premi Women of Impact de la Fundació WITW,[8] el BET's Social Humanitarian Award,[12] i la Medalla John Jay per a la Justícia.[13]
- 2014. Se li atorgà el Four Freedoms Award, a Middelburg, als Països Baixos.[14]
- 2017. Rep el doctorat honorari en Dret per la Universitat Harvard.[15]